# Tune Idrætsforening
Tune Idrætsforening er en dansk idrætsforening fra Tune i Greve Kommune. Den blev etableret den 20. juni 1924, og har hjemsted ved Tune Hallerne.
I 2021 vandt Tune IF prisen som Årets Idrætsforening i Danmark. På det tidspunkt kunne der dyrkes 25 forskellige idrætsdiscipliner i foreningen og den havde omkring 4.700 medlemmer.